# Lindung Jaya
Lindung Jaya is een bestuurslaag in het regentschap Kerinci van de provincie Jambi, Indonesië. Lindung Jaya telt 2711 inwoners (volkstelling 2010).